# Boulton Paul Bodmin
Boulton & Paul P.12 Bodmin là một loại máy bay ném bom thử nghiệm của Anh.

## Tính năng kỹ chiến thuật
Dữ liệu lấy từ Brew 1993, tr. 179
Đặc điểm tổng quát
- Kíp lái: 3/4
- Chiều dài: 53 ft 4½ in (16,27 m)
- Sải cánh: 70 ft 0 in (21,34 m)
- Diện tích cánh: 1,204 ft2 (111,9 m2)
- Trọng lượng rỗng: 7.920 lb (3.592 kg)
- Trọng lượng có tải: 11.000 lb (4.990 kg)
- Động cơ: 2 × Napier Lion, 450 hp (336 kW) mỗi chiếc

Hiệu suất bay
- Vận tốc cực đại: trên mực nước biển 116 mph (187 km/h)
- Trần bay: 16.000 ft (4.877 m)
- Vận tốc lên cao: lên độ cao 6.500 ft (1.981 m) 798 ft/min (4,05 m/s)